# Liste der Biografien/Lindt
Liste der Biografien |
Portal Biografien |
Personensuche
# |
A |
B |
C |
D |
E |
F |
G |
H |
I |
J |
K |
L |
M |
N |
O |
P |
Q |
R |
S |
T |
U |
V |
W |
X |
Y |
Z |
?
 
La |
Lb |
Lc |
Le |
Lg |
Lh |
Li |
Lj |
Ll |
Lm |
Lo |
Lp |
Lt |
Lu |
Lv |
Lw |
Lx |
Ly |
Lz
 
Lia |
Lib |
Lic |
Lid |
Lie |
Lif |
Lig |
Lih |
Lii |
Lij |
Lik |
Lil |
Lim |
Lin |
Lio |
Lip |
Liq |
Lir |
Lis |
Lit |
Liu |
Liv |
Liw |
Lix |
Liy |
Liz
 
Lina |
Linb |
Linc |
Lind |
Line |
Linf |
Ling |
Linh |
Lini |
Linj |
Link |
Linl |
Linn |
Lino |
Linp |
Lins |
Lint |
Linu |
Linv |
Linw |
Linx |
Liny |
Linz
 
Linda |
Lindb |
Linde |
Lindf |
Lindg |
Lindh |
Lindi |
Lindk |
Lindl |
Lindm |
Lindn |
Lindo |
Lindp |
Lindq |
Lindr |
Linds |
Lindt |
Lindu |
Lindv |
Lindw |
Lindz
Die Liste der Biografien führt alle Personen auf, die in der deutschsprachigen Wikipedia einen Artikel haben. Dieses ist eine Teilliste mit 20 Einträgen von Personen, deren Namen mit den Buchstaben „Lindt“ beginnt.

## Lindt
- Lindt, Andreas (1920–1985), Schweizer evangelischer Geistlicher und Hochschullehrer
- Lindt, Anton Franz Herrmann von (1730–1805), kursächsischer General der Infanterie und Leibgrenadier-Garde
- Lindt, August R. (1905–2000), Schweizer Jurist, Diplomat und Hochkommissar der Vereinten Nationen für Flüchtlinge
- Lindt, Benny (* 1978), deutscher Handballspieler
- Lindt, Franz (1844–1901), Schweizer Politiker
- Lindt, Hannes (* 1986), deutscher Handballspieler
- Lindt, Hermann (1872–1937), Schweizer Politiker (BGB)
- Lindt, Johann (1899–1977), Schweizer Buchbinder, Restaurator und Sachbuchautor
- Lindt, Johann Georg (1734–1795), Bildhauer des Rokoko
- Lindt, Karl Ludwig (1902–1971), deutsch-amerikanischer Theaterregisseur und Schauspieler
- Lindt, Marga (1888–1969), deutsche Schauspielerin
- Lindt, Nicolas (* 1954), Schweizer Schriftsteller
- Lindt, Paul (1859–1913), Schweizer Architekt
- Lindt, Rodolphe (1855–1909), Schweizer Schokoladenfabrikant und Erfinder, Gründer der „Chocolademanufaktur Lindt“Rodolphe Lindt (1855–1909)

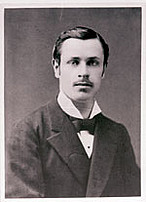
Rodolphe Lindt (1855–1909)

- Lindt, Rosemarie (* 1939), deutsche Schauspielerin und Tänzerin
- Lindt, Vivian (* 1979), deutsche Schlagersängerin

### Lindtb
- Lindtberg, Bettina (1946–2002), Schweizer Schauspielerin und Hörspielsprecherin
- Lindtberg, Leopold (1902–1984), österreichischer Regisseur

### Lindtm
- Lindtmayer, Daniel, Schweizer Zeichner und Maler
- Lindtmayer, Felix der Jüngere († 1574), Schweizer Glasmaler